# Unidos do Paranapanema
GRCES Unidos do Paranapanema é uma escola de samba de Campinas.
Foi a terceira colocada do grupo de acesso em 2009.
Em 2010, apesar de repetir a colocação, acabou rebaixada para o Grupo das Pleiteantes.
No ano seguinte, desfilou com número de integrantes inferior ao permitido (o previsto é 170 e agremiação foi para passarela do samba com 137). Por isso, foi reprovada.

## Carnavais
| Ano  | Colocação            | Grupo       | Enredo               | Carnavalesco |
| 2006 |                      |             | Manhã das Primaveras |              |
| 2009 | 3º lugar             | Acesso      |                      |              |
| 2010 | 3º lugar             | Acesso      |                      |              |
| 2011 | 2º lugar (reprovada) | Pleiteantes |                      |              |